# Усов, Константин Глебович
Константи́н Гле́бович У́сов (укр. Костянти́н Глі́бович У́сов; род. 9 июля 1988, Кривой Рог, Днепропетровская область) — украинский общественный и политический деятель, народный депутат Украины VIII созыва, заместитель председателя Комитета Верховной Рады Украины по вопросам информатизации и связи. С 11 февраля 2021 года — заместитель председателя Киевской городской государственной администрации.

## Биография
Константин Усов родился 9 июля 1988 года в Кривом Роге в семье инженеров. Мать, Ольга Усова, — инженер-технолог машиностроения. Отец, Глеб Усов, — инженер-горняк.
С четырёх лет Константин начал заниматься спортом, а в шесть попал к старшему тренеру сборной Украины по рукопашному бою — Анатолию Волошину — на секцию традиционного карате. В тринадцать лет стал обладателем чёрного пояса по карате. Благодаря тренировкам по карате увлёкся ориенталистикой.
В 2005 году окончил Центрально-городскую гимназию Кривого Рога с серебряной медалью. В том же году поступил на бюджет дневного отделения кафедры международной журналистики Киевского национального университета имени Тараса Шевченко, который окончил с дипломом бакалавра. В 2010—2013 годах учился на юридическом факультете, получив специальность юриста-правоведа. В 2023 году получил диплом магистра государственного управления в Гарвардском Университете.

## Карьера
С первого курса университета начал заниматься медийной деятельностью. Уже в 2006 году стажировался в украинской редакции BBC World Service в Лондоне. Позднее работал в «Телекритике», журналистом на «Новом канале», снимал документальное кино для СТБ. Писал для изданий «Фокус» и «Зеркало недели».
С 2007 года вёл ежедневную рубрику криминальных событий, судопроизводства и расследований в газете «Коммерсантъ Украина». С 2009 года работал специальным корреспондентом канала ТВі.
В апреле 2012 года стал лауреатом премии «Честь профессии». В мае 2012-го — лауреатом премии имени Александра Кривенко «За продвижение в журналистике».
В октябре 2014 года на внеочередных выборах в Верховную Раду Украины был избран народным депутатом от города Кривой Рог (33 избирательный округ).
9 февраля 2021 года Глава Киева Виталий Кличко назначил Усова заместителем председателя КГГА.
В 2008 году одним из первых общественно-важных материалов, подготовленных Константином Усовым, стала статья «Пианиссимо» в журнале «Фокус». Журналист написал о людях, которые не имеют возможности говорить и слышать. Научившись основам языка жестов, он несколько дней прожил в такой семье.
15 октября 2008 года Усов опубликовал в издании «Коммерсантъ Украина» статью «Греческий сухогруз Faina может оказаться украинским», написанную в соавторстве с Мартой Бондаренко. Тогда одесские моряки сто дней находились в плену сомалийских пиратов. Владелец корабля желал остаться неизвестным, но Усов смог установить, что владельцем судна была компания Kaalby Shipping, которая в свою очередь принадлежала заместителю министра транспорта и связи Игорю Урбанскому. Урбанский подал иск против «Коммерсанта» и журналистов, однако в феврале Печерский районный суд Киева принял решение отказать в удовлетворении иска.
В январе 2011 года вышло расследование Усова об украинских роддомах. В частности, речь шла о роддоме № 1 города Кривой Рог, где врачи без взяток отказывались помогать выжить недоношенным младенцам, однако и после получения медиками денег из-за их непрофессионализма умирали десятки младенцев. В Кривом Роге журналист также выявил факты эксплуатации детского труда и принуждения детей из неполных семей к совершению преступлений против собственности. Подростков учили прыгать на поезда во время их движения и сбрасывать с них металлическую продукцию.
В это же время Константин Усов начал собственное расследование дела так называемого «маньяка Элвиса», уроженца Киевской области Юрия Кузьменко. В ходе собственных оперативных мероприятий Усов обнаружил не только факты преступлений, но и ранее неизвестный труп жертвы маньяка.
В феврале 2011 года в саркастическом сюжете «Арендовать толпу» в программе «Знак оклику!» на ТВі Константин Усов рассказал, какая зарплата профессионального митингующего. Константин за свой счёт организовал «митинговый спектакль»: нанятые за 30 гривен в час бабушки вышли под абсурдными лозунгами об «освобождении жены Виктора Януковича из-под домашнего ареста» и попали на первые полосы популярных изданий.
В июле 2011 года в телевизионном цикле канала ТВi «Спецрасследования. Политические репрессии» был показан первый документальный фильм Усова — «Дело Луценко» о преследовании бывшего министра внутренних дел Юрия Луценко. В ходе расследования были установлены причины ухудшения здоровья экс-министра, а также раскрыты агенты круглосуточного наружного наблюдения и мнимые журналисты. Усову удалось выяснить, что количество денег, потраченных за неделю такого наблюдения за обвиняемым, превышает сумму растраты, инкриминированную экс-министру.
Расследование «Кортеж Азарова» Константина Усова в сотрудничестве с изданием «Корреспондент» дало точную математическую выкладку, сколько стоит обеспечить один день работы высокопоставленных чиновников Украины. В частности, установлено, что сутки президента — это месяц работы 627 украинцев. Были сняты и показаны факты беспрецедентного поведения кортежей чиновников на дорогах Киева.
Осенью 2011 года съёмочная группа Константина Усова первой попала на место захвата банды Дикаева в Одессе. До него в отеле, в который выпустили четыре тысячи пуль, работали только следователи. В этом расследовании впервые прозвучали точные данные о вооружении чеченцев и схеме действий силовиков, а также Константин установил, кто виновен в гибели двух представителей милиции и ранении четырёх. По результатам внутреннего расследования, в том числе и вследствие демонстрации сюжета Усова, из МВД были уволены начальник Одесской милиции Михаил Яцков, заместитель начальника управления уголовного розыска ГУ МВД, начальник отдела профессиональной подготовки управления кадрового обеспечения и начальник криминальной милиции.
В апреле 2012 года на канале ТВі состоялась премьера спецрасследования Константина Усова «Лукьяновка. Тюрьма № 1» об условиях пребывания в Лукьяновском СИЗО. Для проведения расследования Усов создал разветвлённую по всей тюремной зоне агентурную сеть заключённых, которые получили мобильные телефоны с видеокамерами. Городской прокурор Анатолий Мельник поручил провести проверку приведённых в фильме фактов. В то же время народный
депутат Юрий Стец сообщил о том, что в ближайшее время киевской прокуратурой будет возбуждено уголовное дело против самого Усова. В прокуратуре это отрицали и сообщили, что продолжают расследовать факты, изложенные в фильме.
В мае 2012 года, в результате вмешательства Константина Усова, Высший специализированный суд Украины по рассмотрению гражданских и уголовных дел отменил условный приговор Сергею Демишкану, сыну друга президента Януковича — главы «Укравтодора» Владимира Демишкана, и отдал дело на повторное рассмотрение. Сергей Демишкан ранее признался в похищении и убийстве 62-летнего бизнесмена Василия Кривозуба, которого задушил, привязал к батарее и бросил в реку. Демишкан конце 2011 года был приговорен к условному наказанию. Усов нашёл судью и снял сюжет, в котором сопоставил факты уголовного дела и судебного решения. После выхода сюжета на ТВi приговор отменили, дело передали на новое рассмотрение, а дело судьи Еременко — в Высший совет юстиции для решения вопроса о лишении его полномочий.
В июле 2012 года Константин Усов занялся проблемой крупнейшего одесского рынка «Привоз». В ходе расследования выяснилось, что рынок давно не входит в коммунальную собственность города, а налоги, которые вынуждены платить предприниматели, значительно завышены. В связи с этим товары, для одесситов стоят на 30—40 % дороже их реальной стоимости. Под руководством Константина Усова была создана группа предпринимателей, которая развернула общественное движение «За честную аренду». В ходе расследования журналист установил связь с реальными владельцами рынка и заставил их сесть за стол переговоров с предпринимателями. Исполнительные органы власти Одессы обязались проконтролировать процесс налогообложения, а прокуратура — возбудить уголовные дела против незаконных владельцев рынка.

## Политическая деятельность
На внеочередных парламентских выборах на Украине в 2014 году баллотировался по одномандатному избирательному округу № 33 (с центром в г. Кривой Рог, Центрально-Городской район) от партии «Блок Петра Порошенко».[18] Одержал победу, получив 28,43 %.
25 декабря 2018 года включён в санкционный список России.
В 2019 году заявил, что добровольно не будет продолжать карьеру народного депутата.
4 июня 2024 года Государственное бюро расследований провело обыски у Усова, причиной этому стала возможные нарушения в сфере городских перевозок, у Константина Усова были изъяты телефоны, компьютер и личные средства.